# Vannella flabellata
Vannella flabellata – gatunek ameby należący do rodziny  Vannellidae z supergrupy Amoebozoa według klasyfikacji Cavaliera-Smitha.
Forma pełzająca jest kształtu wachlarzowatego albo jajowatego. Hialoplazma zajmuje około dwóch trzecich całkowitej długości pełzaka, tylny koniec ciała zaokrąglony. Osobnik dorosły osiąga wielkość 20 – 42 μm. Posiada pojedyncze jądro o średnicy 3,7 – 7,0 μm.
Forma swobodnie pływająca posiada cienkie, tępo zakończone pseudopodia.
Występuje w morzu.